# Миколаївська спеціалізована школа № 22
Миколаївська спеціалізована І-ІІІ ступенів школа № 22 — спеціалізована школа з поглибленим вивченням англійської мови з 1 класу в місті Миколаїв. Школа розташована у мікрорайоні Сухий Фонтан поруч з Миколаївською астрономічною обсерваторією. У школі працює 82 викладача, половина з яких відзначені нагородами та грамотами. 
Багато учнів стали призерами шкільних олімпіад та продовжили своє навчання в престижних вишах в Україні та закордоном.

## Історія
Заснована в 1953 році. Будівля школи – типовий проєкт № 34.

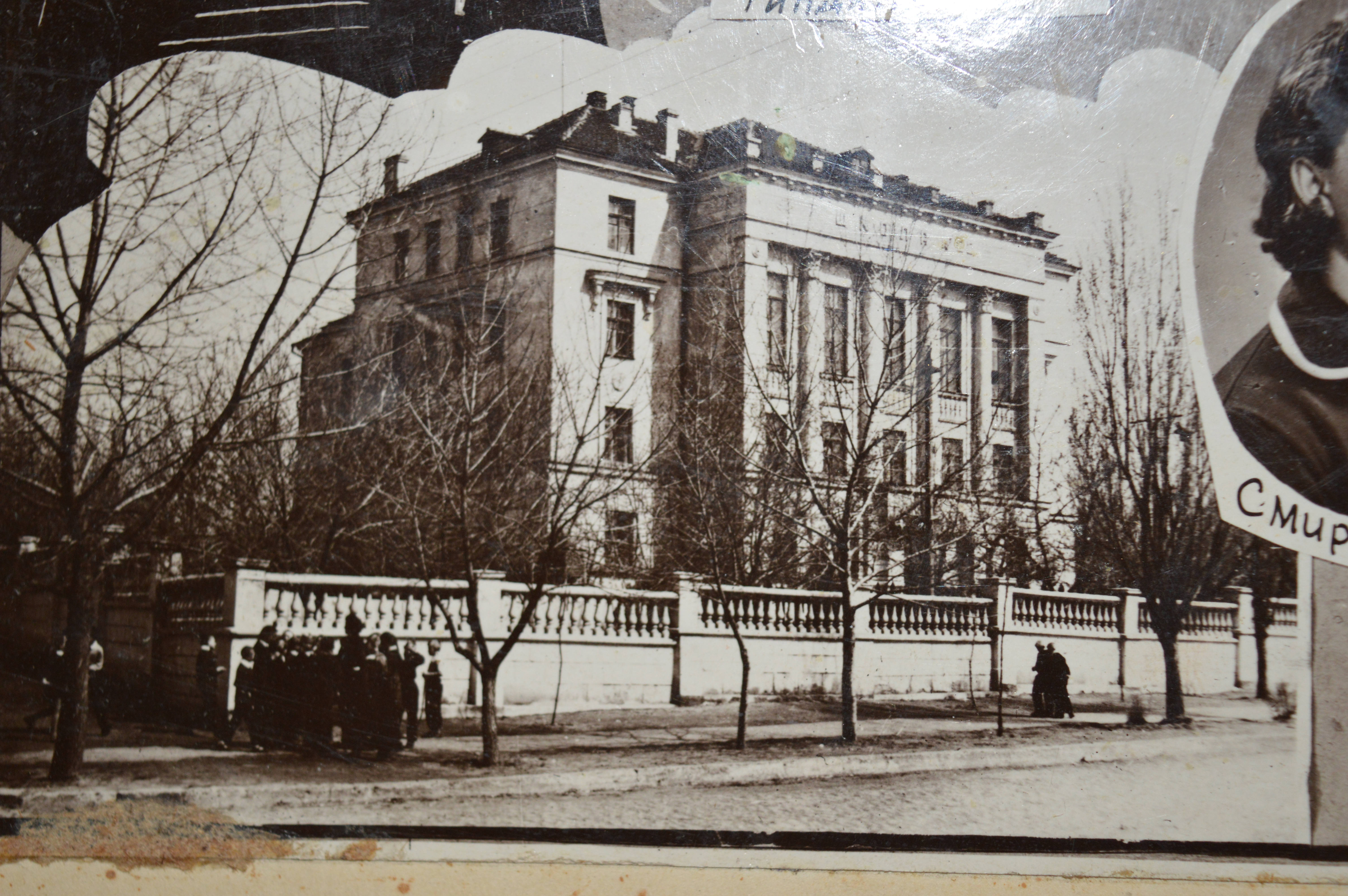
22 школа м. Миколаєва 50-ті роки 20 століття. Фото зі шкільного архіву

Спочатку школа була відкрита як навчальний заклад для учнів інших шкіл, та вчителі теж не були штатними працівниками.
Перші випускники полишили школу в 1956 році, частина з яких була присутня на святі останнього дзвоника у травні 2016 року на подвір'ї школи. У  50-ті роки минулого століття функціонувала також і як вечірня школа.
Одержала статус спеціалізованої в 1960 році.
З 1998 року українською мовою почали навчатися перші класи. Перехід на українську повністю відбувся в 2007-2008 роках. У 2003 році будівля школи була відремонтована, про що на фасаді школи зроблений відповідний напис.
З 16 січня 2003 року входить до складу Миколаївського навчального науково-культурного комплексу Чорноморського національного університету імені Петра Могили.

## Вивчення англійської мови
Англійська мова в школі викладається з першого класу. Крім того, програмою передбачено вивчення англійської, американської літератур, технічного перекладу, курсу гідів-перекладачів, країнознавства. У школі 7 англомовних гуртків та 2 драматичних англомовних гуртки. Учні та вчителі є учасниками програм «ACCELS», «FLEX», проходять стажування у Сполучених Штатах Америки.
Майже кожного року учні старших класів перемагають у програмі обміну «FLEX» та навчаюються один академічний рік в США. 

## Примітки

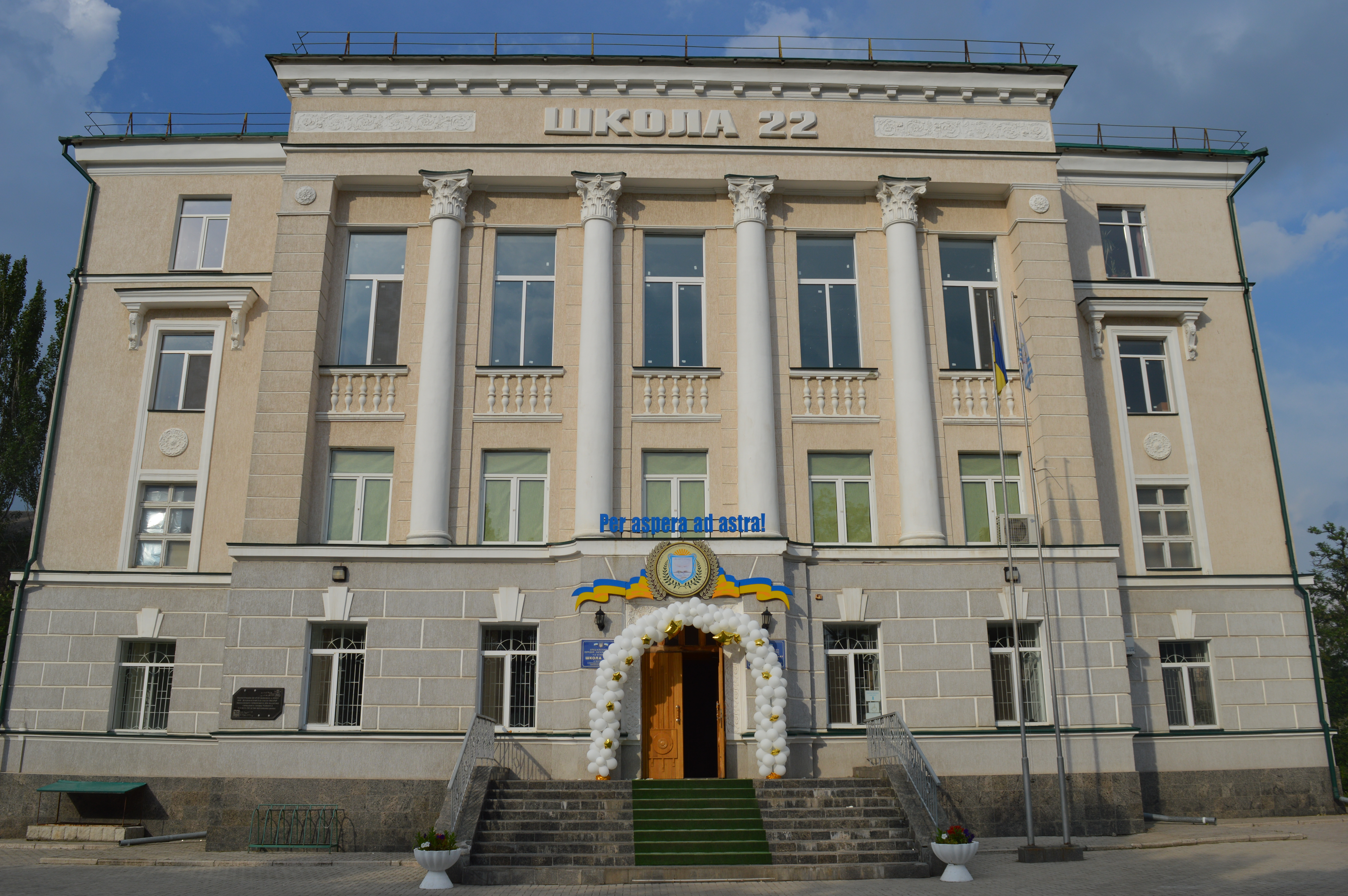
Сучасний вигляд школи 22 м. Миколаєва

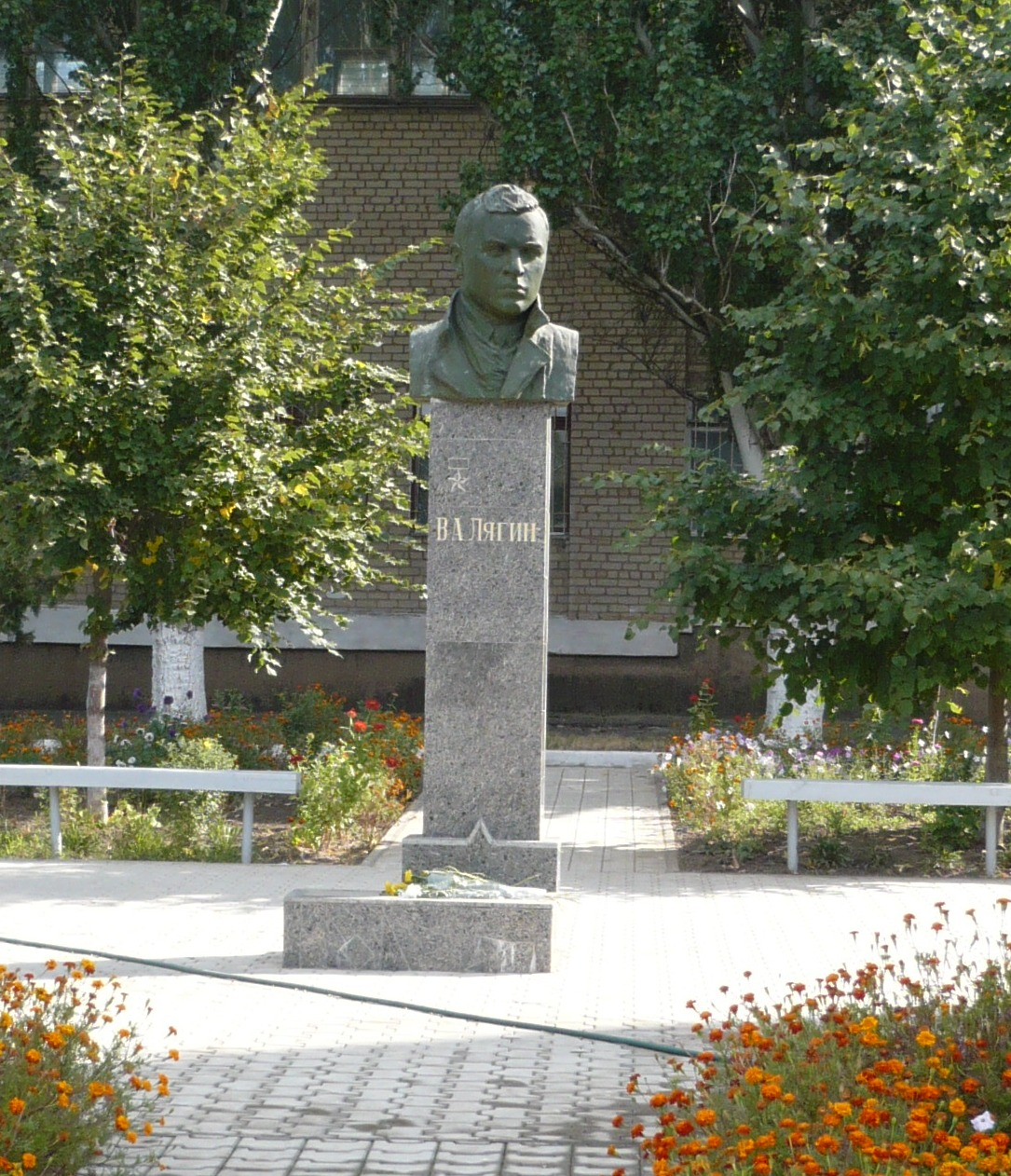
Пам'ятник Віктору Лягіну на території школи.

## Колишні викладачі
- Пронкевич Олександр Вікторович — філолог, іспаніст, літературний критик.

## Випускники
- Бірюков Юрій Сергійович (волонтер) — бізнесмен та волонтер
- Волошин Олег Анатолійович — журналіст та політик, випускник 1998 р.
- Олег Філімонов — гуморист, філолог, підприємець, педагог, учасник команди КВК «Одеські джентльмени», телеведучий. Заслужений артист України. Доктор філологічних наук.